# Ciro Fanelli

Bischofswappen von Ciro Fanelli

Ciro Fanelli (* 2. Oktober 1964 in Lucera, Provinz Foggia, Italien) ist ein italienischer Geistlicher und römisch-katholischer Bischof von Melfi-Rapolla-Venosa.

## Leben
Ciro Fanelli studierte am Päpstlichen Regionalseminar für Kampanien in Posillipo und empfing am 15. September 1990 das Sakrament der Priesterweihe für das Bistum Lucera-Troia. Nach weiteren Studien erwarb er an der Päpstlichen Universität Gregoriana das Lizenziat in Moraltheologie.
Nach seiner Priesterweihe war er persönlicher Sekretär der Bischöfe Raffaele Castielli und Francesco Zerrillo. Er war Spiritual am bischöflichen Priesterseminar und Diözesanassistent der Katholischen Aktion. Bischof Domenico Cornacchia berief ihn zum Generalvikar des Bistums Lucera-Troia. Nach dessen Ernennung zum Bischof von Molfetta-Ruvo-Giovinazzo-Terlizzi war er von Januar bis Dezember 2016 Diözesanadministrator. Der neue Bischof, Giuseppe Giuliano, ernannte ihn erneut zum Generalvikar. Außerdem war er Dompfarrer der Kathedrale in Lucera.
Am 4. August 2017 ernannte ihn Papst Franziskus zum Bischof von Melfi-Rapolla-Venosa. Die Bischofsweihe spendete ihm der Bischof von Lucera-Troia, Giuseppe Giuliano, am 18. Oktober desselben Jahres. Mitkonsekratoren waren der Erzbischof von Potenza-Muro Lucano-Marsico Nuovo, Salvatore Ligorio, und der Bischof von Molfetta-Ruvo-Giovinazzo-Terlizzi, Domenico Cornacchia. Die Amtseinführung im Bistum Melfi-Rapolla-Venosa fand am 4. November 2017 statt.